# Rico Verhoeven
Ricardo Verhoeven, detto Rico (Bergen op Zoom, 10 aprile 1989), è un kickboxer olandese.
È sotto contratto con la prestigiosa promozione singaporiana Glory nella quale è l'attuale campione dei pesi massimi dal 2014, quando sconfisse Daniel Ghiță nella sfida titolata per poi difendere la cintura contro Errol Zimmerman e Benjamin Adegbuyi; ha vinto anche il torneo dei pesi massimi del 2013 sconfiggendo in finale ancora una volta Daniel Ghiță.
Combatte saltuariamente anche in altre promozioni come la cinese Kunlun Fight.
In passato ha militato nelle massime organizzazioni di kickboxing al mondo quali K-1, It's Showtime e SUPERKOMBAT.
In carriera vanta importanti vittorie su Peter Aerts, Gökhan Saki, Daniel Ghiță (due volte), Sergei Kharitonov, Hesdy Gerges (due volte), Errol Zimmerman (due volte), Badr Hari (due volte) e Jamal Ben Saddik (due volte).

## Filmografia
- Kickboxer: Retaliation, regia di Dimitri Logothetis (2018)
- Nella tana dei lupi 2 - Pantera (Den of Thieves 2: Pantera), regia di Christian Gudegast (2025)